# (13114) Isabelgodin
(13114) Isabelgodin ist ein Asteroid des Hauptgürtels, der am 19. September 1993 vom belgischen Astronomen Eric Walter Elst am Côte-d'Azur-Observatorium (IAU-Code 910) bei Caussols in Südfrankreich entdeckt wurde.
Der Asteroid wurde am 9. April 2009 nach Isabel Godin des Odonais (1728–1792) benannt, der Ehefrau des französischen Naturforschers und Kartografen Jean Godin, die eine strapaziöse Reise über die Anden und entlang des Amazonas antrat um wieder mit ihrem Mann vereint zu werden.